# Eldorado, Ohio
Eldorado là một làng thuộc quận Preble, tiểu bang Ohio, Hoa Kỳ. Năm 2010, dân số của làng này là 509 người.

## Dân số
- Dân số năm 2000: 543 người.
- Dân số năm 2010: 509 người.